# 제나 부시 헤이거
제나 부시 헤이거(영어: Jenna Bush Hager, 초명은 제나 웰치 부시(영어: Janna  Welch Bush), 1981년 11월 25일~ )는 미국의 제43대 대통령인 조지 W. 부시의 딸이다. 41대 대통령 조지 H. W. 부시의 손녀이기도 하다.

## 생애
텍사스주 댈러스에서 아버지 조지 W. 부시와 어머니 로라 부시 사이에서 태어났다. 그녀는 바버라 피어스 부시와 쌍둥이 자매이다. ‘제나 웰치’라는 이름은 외조모의 이름을 딴 것이다. 태어날 당시부터 할아버지가 미국의 부통령인 정치 명가에서 성장하였다.
2000년 텍사스 대학교에 입학하였고, 그 직후 부친 조지 W. 부시는 대통령에 당선되어 제나 부시도 언론의 주목을 받았다. 부친이 대통령에 취임한 직후인 2001년 음주 가능 연령이 되지 않았는데도 맥주를 마시고, 쌍둥이 언니 바버라 피어스 부시와 함께 타인의 신분증으로 술을 구입하려다 적발되어 구설수에 올랐다. 이 일로 그는 벌금을 내고 사회봉사활동 명령을 받았다. 그러나 2004년 부친의 대통령 선거 재선때는 부친의 재선을 위해 적극적으로 나서는 등 이전과는 달라진 모습을 보여줬다.
그 후 초등학교 교사로 재직하였고, 유니세프에서 근무하기도 했으며, 저술활동을 하여 몇 권의 책을 출간하였다. 2008년 5월 그는 버지니아주의 공화당 간부의 아들인 헨리 헤이거와 결혼하였다.

## 같이 보기
- 조지 H.W. 부시
- 조지 W. 부시